# Okkerbrystet biæder
Okkerbrystet biæder (latin: Merops oreobates) er en skrigefugl, der lever i skove i nærheden af Victoriasøen i det østafrikanske indland.